# Barbara Villiers, Công tước thứ 1 xứ Cleveland
Barbara Villiers, Công tước thứ 1 xứ Cleveland, Bá tước phu nhân xứ Castlemaine (27 tháng 11 [lịch cũ 17 tháng 11] năm 1640 – 9 tháng 10 năm 1709), là tình nhân của Charles II của Anh. Barbara Villiers là chủ đề của nhiều bức chân dung, đặc biệt là của họa sĩ cung đình Peter Lely.
Người em họ bên nội của Barbara, Elizabeth Villiers (sau này là Bá tước phu nhân xứ Orkney 1657–1733), được cho là tình nhân của William III của Anh.

## Những năm đầu đời
Barbara Villiers được sinh ra và được rửa tội vào ngày 27 tháng 11 năm 1640 tại Giáo xứ Thánh Margaret, Westminster, Middlesex, là người con duy nhất của William Villiers, Tử tước Grandison thứ 2, một người cháu của George Villiers, Công tước thứ 1 xứ Buckingham và Mary Bayning, đồng thừa kế với Paul Bayning, Tử tước Bayning thứ 2, con gái của Tử tước Bayning thứ 1. Ngày 29 tháng 9 năm 1643, cha của Barbara qua đời trong Nội chiến Anh lần thứ 1 do bị thương vào ngày 26 tháng 7 trong trận tấn công Bristol. Năm năm sau cái chết của chồng, Mary tái hôn với Charles Villiers, Bá tước thứ 2 xứ Anglesey, em họ của người chồng quá cố.

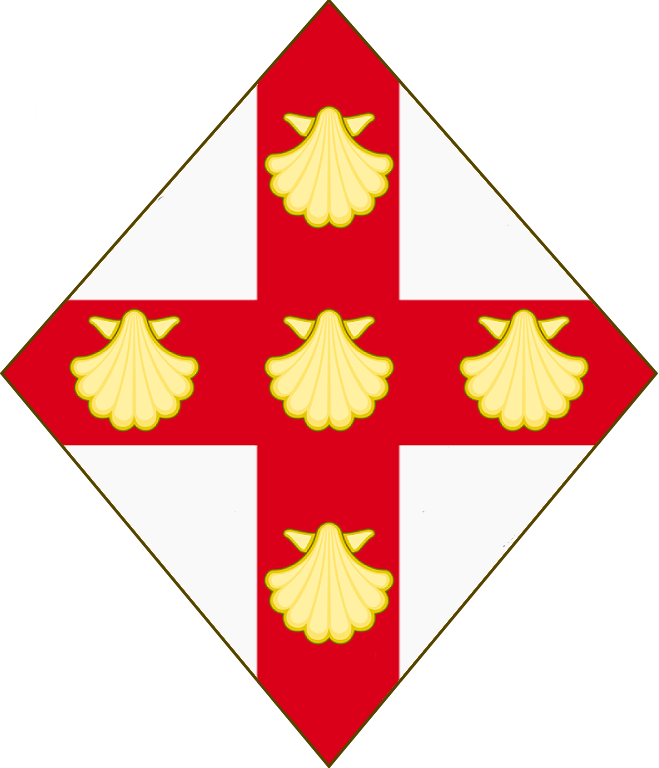
Phù hiệu của Barbara Villiers, con gái duy nhất của William Villiers, Tử tước Grandison thứ 2: Phù hiệu hình thoi nền màu bạc chứa biểu tượng thập giá đỏ, trên thập giá là năm biểu tượng sò điệp màu vàng.

Sau khi Quốc vương Charles I của Anh bị hành quyết vào năm 1649, gia đình Villiers nghèo khó đã bí mật chuyển lòng trung thành sang con trai của Quốc vương là Charles, Thân vương xứ Wales. Hàng năm, vào ngày 29 tháng 5, sinh nhật của vị tân vương, thiếu nữ trẻ tuổi Barbara cùng gia đình xuống hầm nhà bí mật uống mừng sức khỏe của Charles. Vào thời điểm đó, Charles đang sống ở Den Haag, ban đầu được hỗ trợ bởi em rể, Thân vương Willem II xứ Oranje, và sau đó là cháu trai gọi bác là Willem III, con trai của Mary Henrietta, Vương nữ Vương thất.

## Hôn nhân

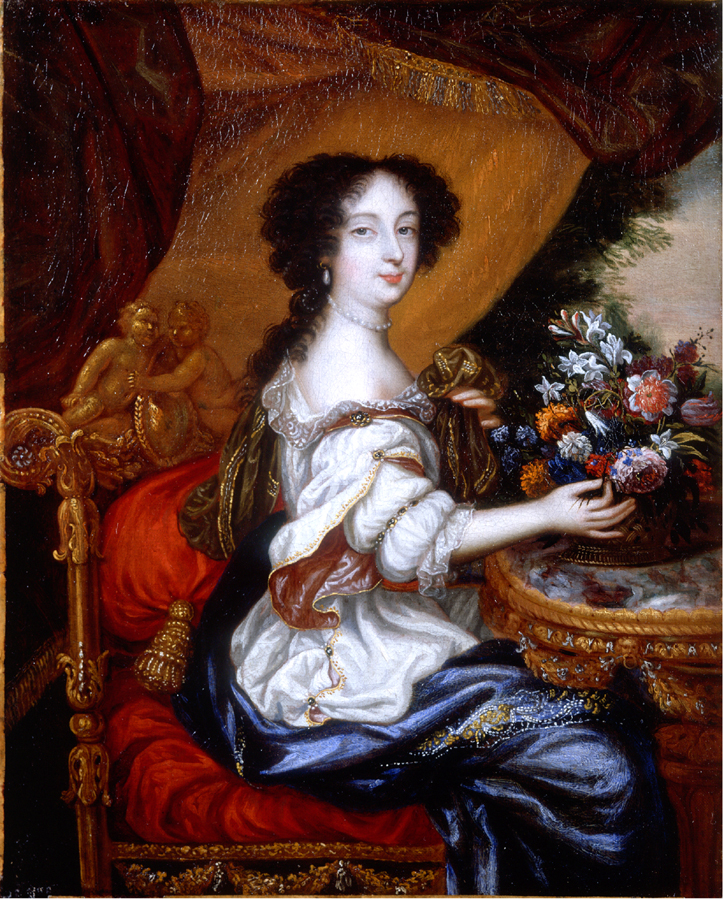
Barbara Villiers

Với dáng người cao ráo, gợi cảm, với mái tóc màu nâu đỏ, đôi mắt xanh, mí mắt nặng trĩu, khuôn miệng hờn dỗi và thân hình gợi cảm, Barbara Villiers được coi nhiều người nhìn nhận là người phụ nữ đẹp nhất đương thời và là biểu tượng của tính nữ hoàn hảo của thập niên 1660. Ngay cả Samuel Pepys, một người cực kỳ chống đối Barbara cũng phải thừa nhận trong nhật ký của mình rằng ông không thể nào ngừng mê đắm sắc đẹp của Barbara, thậm chí còn có những ảo mộng về Barbara trong mơ. Thế nhưng, sự thiếu thốn về tài chính đã khiến triển vọng hôn nhân của Barbara bị giảm sút. Mối tình lãng mạn nghiêm túc đầu tiên của Barbara là với Philip Stanhope, Bá tước thứ 2 xứ Chesterfield, nhưng Philip lại đang tìm kiếm một người nữ thừa kế và do đó kết hôn với Elizabeth Butler vào năm 1660.
Ngày 14 tháng 4 năm 1659, khi được 18 tuổi, Barbara kết hôn với Roger Palmer (sau này là Bá tước thứ 1 xứ Castlemaine), một tín hữu Công giáo La Mã với sự chứng kiến của vợ chồng Bá tước xứ Anglessey, tức là cha dượng và mẹ của Barbara. Cuộc hôn nhân giữa Barbara và Roger không được sự chấp thuận của gia đình chồng và cha của Roger tiên đoán rằng Barbara sẽ khiến chồng trở thành một trong những người đàn ông khốn khổ nhất thế giới.

## Bá tước phu nhân xứ Castlemaine
Năm 1660, Barbara trở thành tình nhân của Charles II, và vào ngày 20 tháng 8 năm 1660 được trao hai xu tiền thưởng cho mỗi Troy pound bạc được đúc thành tiền xu. Như một phần thưởng cho sự phục vụ của Barbara, Charles II đã phong cho chồng của Barbara tước hiệu quý tộc thuộc Đẳng cấp quý tộc Ireland. Và để thể hiện rõ rằng ai mới thực sự là người được phong tước, Charles II đã ra lệnh rằng quyền thừa kế tước hiệu thuộc về những người con được sinh bởi Barbara: "phong cho ông Roger Palmer tước hiệu bá tước thuộc Đẳng cấp quý tộc Ireland, một tước hiệu dành cho ông Roger và các nam duệ của ông, được hạ sinh bởi Barbara Palmer, vợ của ông". Ba tuần sau đó, Barbara đã ra quyết định cho tước vị của mình. Hai vợ chồng Baraba sẽ được ban tước vị Nam tước Limerick và Bá tước xứ Castlemaine. Cha của Barbara từng là Tử tước Grandison xứ Limerick, và Barbara, với sự quan tâm đến phần hậu tố chỉ định lãnh thổ, đã đảm bảo cho đứa con trai chưa chào đời của mình sẽ được gọi với tước hiệu nhã xưng là Lord Limerick (Ngài Limerick). Ngày 7 tháng 12 năm 1661, Roger và Barbara chính thức trở thành Bá tước và Bá tước phu nhân xứ Castlemaine. Năm 1662, sau khi Barbara hạ sinh người con thứ hai cho nhà vua, Barbara và chồng ly thân.

## Tình nhân vương thất

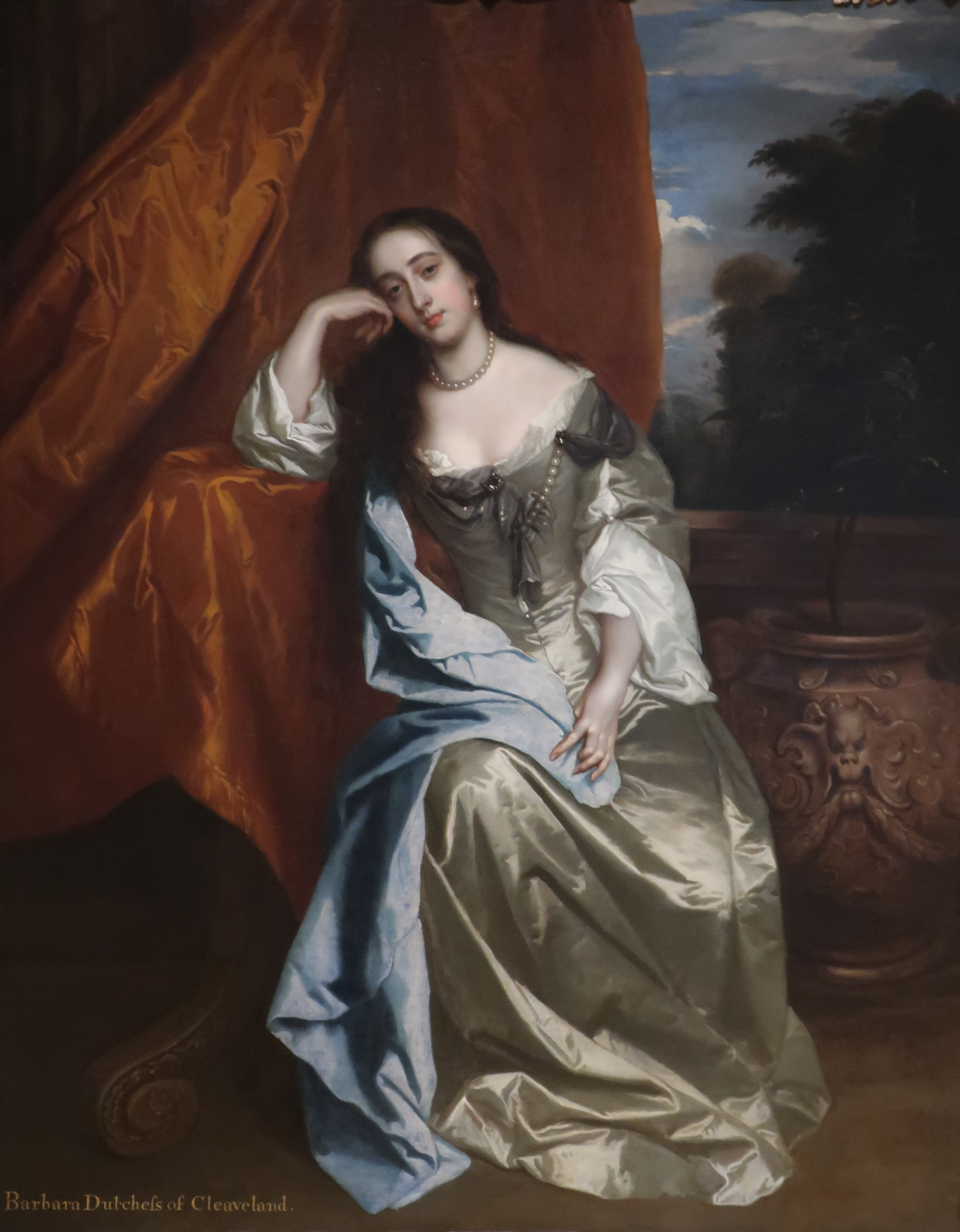
Sự thiếu thốn tài chính của Barbara Villiers đã khiến cho triển vọng hôn nhân của Barbara bị hạn chế.

Ảnh hưởng của Phu nhân Castlemaine đối với Quốc vương lúc mạnh lúc yếu trong suốt thời kỳ trở thành tình nhân. Ở thời kỳ đỉnh cao, ảnh hưởng của Barbara lớn đến mức mà Bà Bá tước được gọi là "Vương hậu không ngai" và được biết đến là có ảnh hưởng với Charles II hơn Vương hậu thực sự là Catarina Henriqueta của Bồ Đào Nha. Thậm chí sau này, Barbara không cần phải nhờ cậy đến kỹ năng về tình dục mà tận dụng chính cá tính vốn có của mình mà tạo sức ảnh hưởng lên Charles II. Theo Samuel Pepys nhìn nhận vào tháng 1 năm 1669, Barbara còn có thể ra lệnh cho nhà vua: "Phu nhân Castlemaine có quyền lực trên quốc vương hơn bao giờ hết — không phải như một tình nhân, vì bà ta khinh bỉ ngài, nhưng như một bạo chúa mà ra lệnh cho ngài ấy." Những biểu hiện đầu tiên là khi tân hậu Catarina dừng chân ở Portsmouth. Samuel Pepys ghi nhận rằng phong tục đốt lửa bên ngoài nhà của Phu nhân Castlemaine không được thực hiện khi Vương hậu đến. Trên thực tế, Barbara đã lên kế hoạch sinh đứa con thứ hai của mình và Charles II tại Cung điện Hampton Court trong khi cặp đôi vương thất đang đi hưởng tuần trăng mật.

### Lady of the Bedchamber (Phu nhân Hầu phòng)

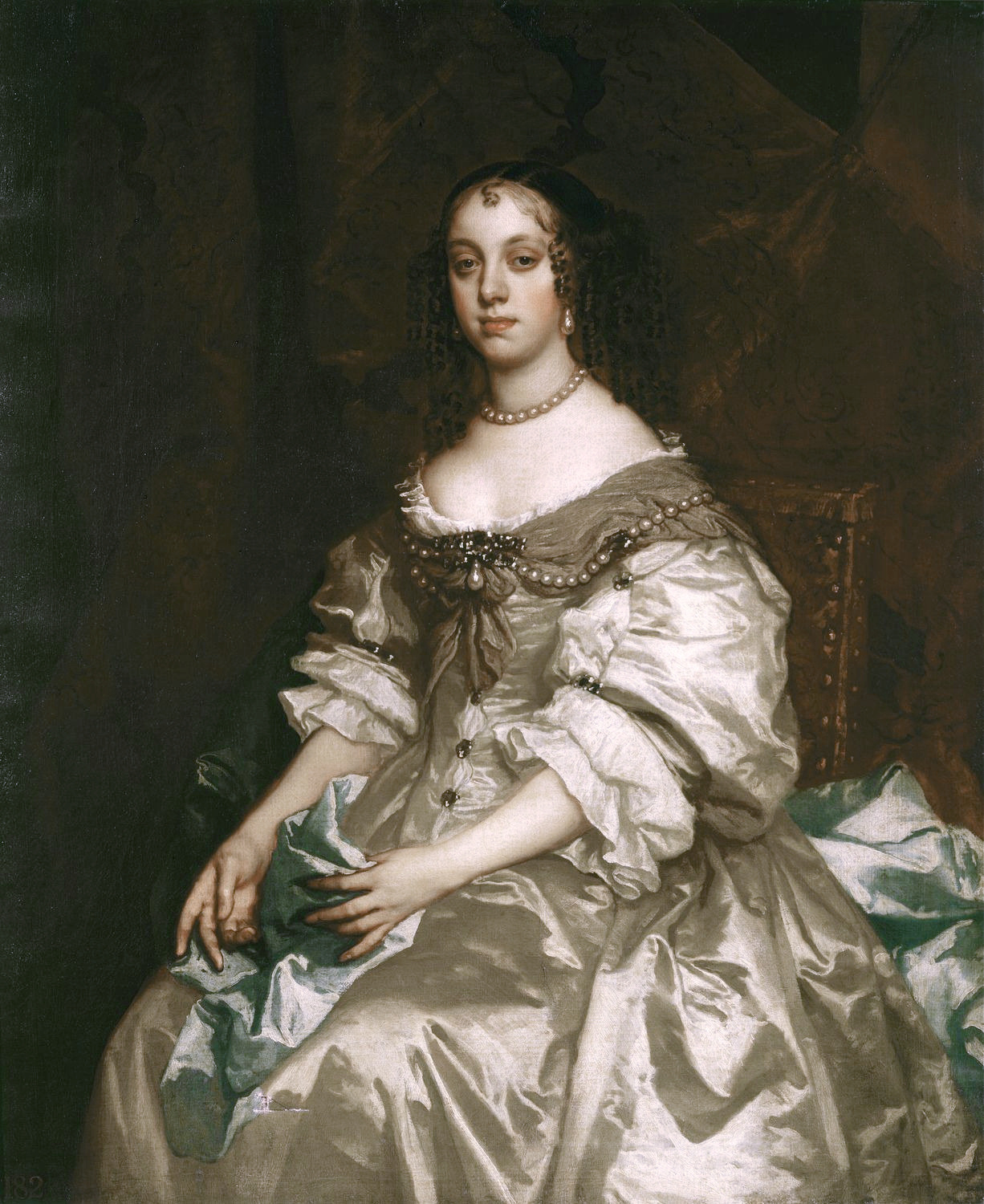
Catarina Henriqueta của Bồ Đào Nha, Vương hậu Anh, vợ của Quốc vương Charles II.

Sau khi đứa con trai lớn chào đời vào năm 1662, Barbara được bổ nhiệm làm Phu nhân Hầu phòng (Lady of the Bedchamber) bất chấp sự phản đối của Vương hậu Catarina. Thế nhưng, khi lần đầu gặp Barbara, vì không biết tiếng Anh nên Vương hậu không nhận ra Barbara, do đó Phu nhân Castlemaine đã được Catarina đón tiếp một cách thân tình. Ngay khi nhận ra tình địch, đôi mắt của Catarina ngập tràn nước mắt của sự giận dữ, mũi của Vương hậu chảy máu và ngã khuỵu xuống sàn. Trước sự việc này, Charles II đã yêu cầu Bá tước xứ Clarendon đến gặp vợ và giải thích với Catarina rằng nghĩa vụ của một người vợ là phải chấp thuận việc chồng có tình nhân để giữ gìn cuộc hôn nhân. Thế nhưng Catarina đe dọa sẽ trở lại Bồ Đào Nha. Mặt khác, Henrietta của Anh, Công tước phu nhân xứ Orléans đã bày tỏ rằng bản thân rất sốc khi được biết về cách anh trai đối xử với vợ: "Ta nghe nói rằng chị dâu rất đau buồn, và thẳng thắn mà nói điều đó hoàn toàn hiểu được."

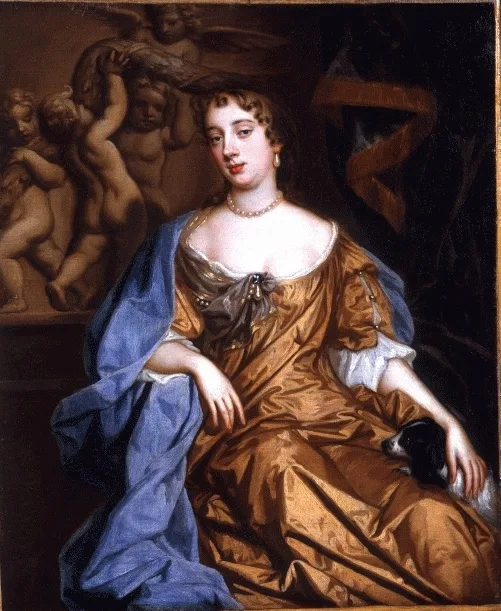
Barrbara Villiers, Công tước thứ 1 xứ Cleveland.

Sau chiến thắng của Barbara khi được bổ nhiệm làm Phu nhân Hầu phòng, có những đồn đoán về Charles II đối với bà Bá tước, nguyên nhân là vì nhà vua bắt đầu để ý đến quý cô nương Frances Stewart. Tháng 12 năm 1663, Bá tước phu nhân xứ Castlemaine tuyên bố cải đạo từ Anh giáo sang Công giáo La Mã. Tuy nhiên, Charles II không coi trọng chuyện cải đạo và nói rằng mình quan tâm đến cơ thể phụ nữ chứ không phải tâm hồn của họ. Triều đình Anh cũng có thái độ tương tự, tựu chung cho rằng việc Barbara cải đạo chả mang lại lợi ích gì cho Giáo hội La Mã và Giáo hội Anh cũng chẳng mất mát gì.
Ngày 3 tháng 8 năm 1670, Charles II phong tặng cho Barbara tước hiệu Công tước xứ Cleveland, Bá tước xứ Southampton và Nam tước Nonsuch. Đi kèm với tước hiệu Nam tước, Barbara còn được ban cho Cung điện Nonsuch. Tuy nhiên, không ai tại triều đình chắc chắn liệu đây có phải là dấu hiệu cho thấy Barbara đang bị Charles II vứt bỏ hay là được Quốc vương sủng ái hơn. Tước hiệu của Barbara được cho phép truyền cho con trai cả là Charles FitzRoy và con trai thứ ba là George FitzRoy dù rằng Charles và George là con ngoại hôn. Mặt khác, tại thời điểm đó Charles II không thừa nhận người con trai thứ hai mà Barbara sinh ra là Henry là con trai của mình.
Charles II cũng có những người tình có địa vị thấp, đặc biệt là nữ diễn viên Nell Gwyn. Bản thân Barbara cũng không kém cạnh và có tiếng là người lăng nhăng. Người con gái út Barbara Fitzroy, sinh năm 1672, được cho là có thể là con gái của người anh em họ John Churchill.

## Tính cách

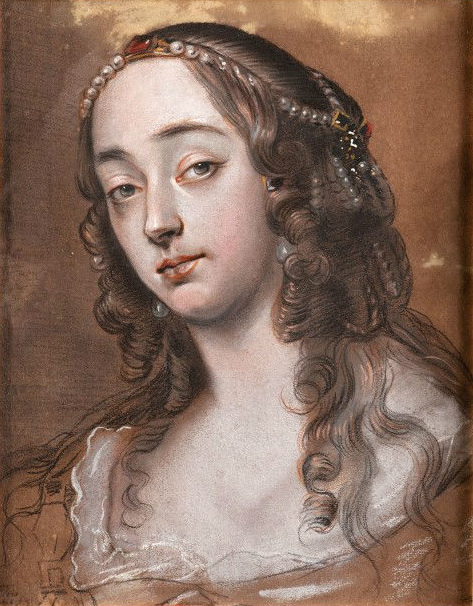
Chân dung bởi John Greenhill.

Barbara thường bị các nhà sử học coi là người tham lam, ngông cuồng và nóng nảy. John Evelyn gọi Barbara là "lời nguyền của quốc gia". Nữ Công tước cũng can dự vào chính trị và cùng với nhóm Cabal nhằm hạ bệ Bá tước xứ Clarendon. Khi Bá tước bị mất chức vào tháng 8 năm 1667, Barbara đã công khai chế nhạo ông; Edward đã nhẹ nhàng nhắc nhở Barbara rằng miễn là Barbara còn sống thì một ngày nào đó cũng sẽ già đi. Barbara còn nổi tiếng là có tính khí dữ dội và có thể rất gắt gỏng. Chính Charles II cũng như nhiều người đàn ông khác cũng e dè và nhượng bộ trước cơn thịnh nộ của Barbara. Tuy nhiên cũng có những lời kể về lòng tốt đặc biệt của Barbara, chẳng hạn như vào một lần nọ, sau khi một giàn giáo rơi xuống một đám đông ở rạp hát, Barbara đã lao tới giúp đỡ một đứa trẻ bị thương và là quý cô nương duy nhất của triều đình làm như vậy. Những người khác mô tả Barbara là người rất vui vẻ và là một người hiếu khách.

## Thất thế và cuộc sống sau này

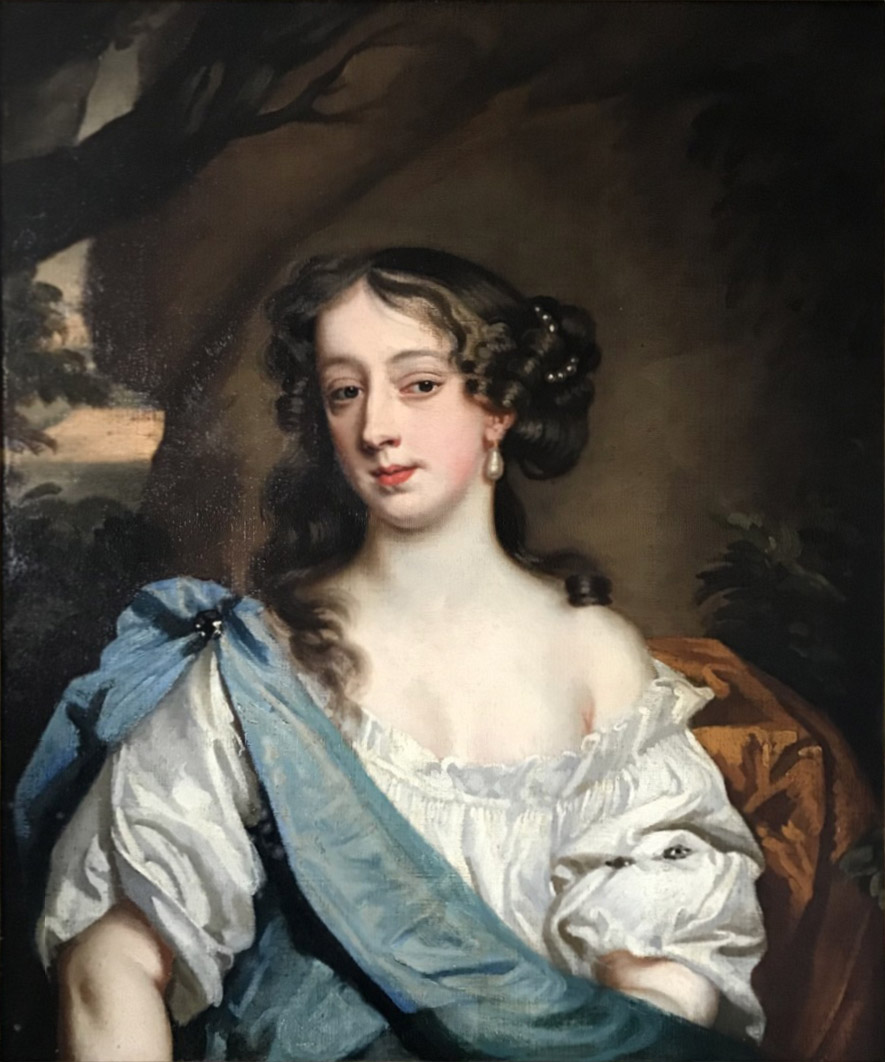
Nữ Công tước xứ Cleveland, chân dung bởi Peter Lely.

Charles II sau này có những tình nhân khác, trong đó đáng chú ý nhất là nữ diễn viên Nell Gwyn. Barbara cũng không kém cạnh, Nữ Công tước đã có nhiều mối quan hệ tình ái khác, trong đó có vận động viên nhào lộn Jacob Hall, William Wecherley, Henry Jermyn, Nam tước Dover thứ 1 và người anh em họ là John Churchill. Những người tình của Barbara được hưởng lợi về mặt tài chính từ những mối quan hệ này; trong đó John Churchill đã mua một khoản tiền niên kim bằng khoản tiền 5.000 bảng Anh mà Barbara đưa cho. Bản tính lăng nhăng và xa hoa của Barbara đã khiến Nữ Công tước trở thành đối tượng bị châm biến nhằm gián tiếp chế nhạo Charles II và triều đình của Quốc vương, điều này khiến vị trí tình nhân của Nữ Công tước càng trở nên bấp bênh hơn. Do Đạo luật Kiểm tra năm 1673, về cơ bản cấm người Công giáo nắm giữ các chức vụ, Barbara không còn là Phu nhân Hầu phòng, và Charles II loại bỏ Barbara khỏi vị trí tình nhân và Louise de Kérouaille trở thành tình nhân được sủng ái nhất.
Năm 1676, Nữ Công tước tới Paris. Năm 1678, với nỗ lực hủy hoại người tình cũ Ralph Montagu, Barbara trở về Luân Đôn trong một thời gian ngắn. Lo sợ về những gì Barbara có thể nói với Charles II, Ralph Montagu đã đưa một số bức thư tình của Barbara cho Quốc vương nhằm làm suy yếu niềm tin của Charles II dành cho Barbara. Kế hoạch thành công và Charles II đã chối bỏ người tình cũ và nói rằng: "Hỡi nàng, vì chính bản thân, hãy sống cho tương lai và hạn chế tai tiếng hết mức có thể, và ta không quan tâm nàng yêu ai". Ralph Montague còn có mối quan hệ với con gái Anne của Nữ Công tước và tìm gặp Quốc vương Louis XIV của Pháp để tìm cách loại bỏ Barbara. Không chịu thua trước tên tình nhân cũ, Barbara đã viết thư cho Charles II, tiết lộ hết những âm mưu của Ralph Montagu nhằm dắt mũi nhà vua, theo cách khủng khiếp nhất mà Nữ Công tước có thể nghĩ ra. Với dáng vẻ của một người phụ nữ bất lực và một người mẹ đầy phẫn nộ khi ở trong một môi trường xa lạ, Barbara đã thành công thuyết phục Charles II. Khi Ralph Montagu muốn gặp Quốc vương để trình bày sự việc thì đã bị Charles II từ chối và bị cắt hết chức vụ. Ralph Montagu không chấp nhận thất bại này và đã lên một kế hoạch khác nhưng bị thất bại sự can thiệp của Hạ viện.
Năm 1684, Barbara thực hiện một vài chuyến thăm về Luân Đôn. Trong khoảng thời gian này Barbara đã bắt đầu một mối quan hệ tình ái với Cardell Goodman, một diễn viên có tiếng tăm xấu, và vào tháng 3 năm 1686, Barbara dường như đã sinh cho ông một đứa con trai. Barbara cũng được hòa giải với Nhà vua và thậm chí còn được Charles II mời đến triều đình. Trong một lần tham dự buổi diễn tại Durry Lane, với người tình Cardell Goodman thủ vai chính, theo thông lệ thì các diễn viên và khán giả phải chờ đợi cho đến khi cặp đôi vương thất đến. Khi bức màn sân khấu được kéo lên, Cardell Goodman đã cất tiếng hỏi rằng: "Liệu quý bà Công tước của tôi đã đến?". Không thấy Barbara, Goodman đã chửi thề và tuyên bố vở kịch chỉ bắt đầu khi Nữ Công tước xứ Cleveland đến. May mắn thay, sự xuất hiện của Barbara đã giúp mọi người khỏi cảnh xấu hổ. Nữ Công tước dường như đã rất hài lòng với điều này khi thể hiện sự kính trọng công khai đối với Vương hậu Catarina. Ngày 25 tháng 1 năm 1685, trước khi qua đời, Quốc vương Charles II được nhìn thấy đang tận hưởng một buổi tối cùng Barbara và Louise de Kérouaille và Ortensia Mancini.

## Cuộc hôn nhân thứ hai

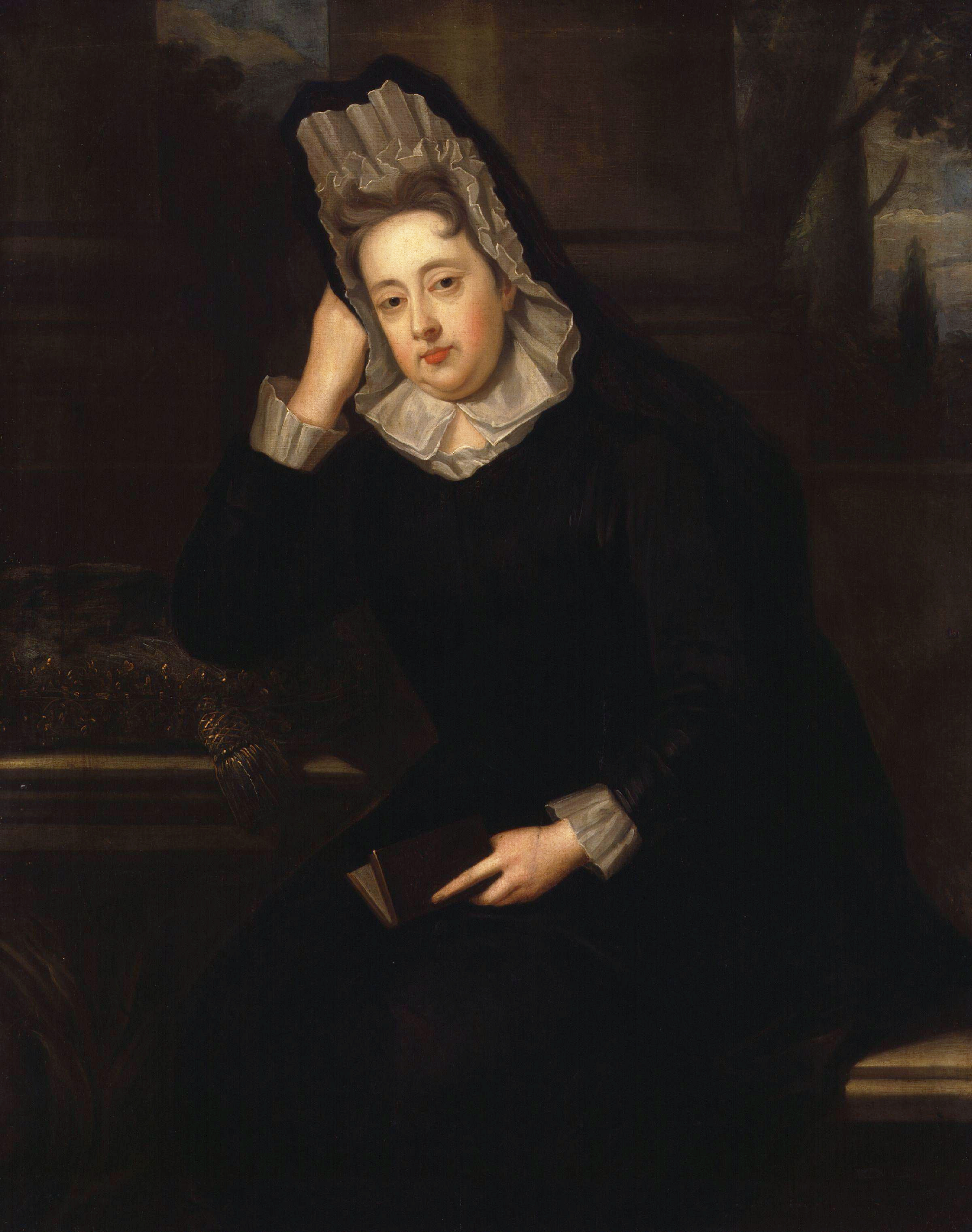
Barbara Villers, Nữ Công tước xứ Cleveland, khoảng năm 1705.

Năm 1705, Bá tước xứ Castlemaine qua đời, Barbara tái hôn với Thiếu tướng Robert Fielding, một tay săn tài sản vô đạo đức mà sau đó Barbara đã truy tố tội song thê sau khi phát hiện ra rằng Robert đã kết hôn với Mary Wadsworth hai tuần trước khi cưới mình, sau khi bị lừa rằng Mary một nữ thừa kế. Nữ Công tước đã tố cáo về "sự đối xử tàn bạo" của chồng đối với mình vì không hài lòng với khoản trợ cấp được nhận và cuối cùng buộc phải nhờ cậy sự giúp đỡ của con trai là George FitzRoy, Công tước thứ 1 xứ Northumberland và cháu nội, Charles FitzRoy, Công tước thứ 2 xứ Grafton, để bảo vệ bản thân. Abel Boyer đã nhận định sự việc trên của Barbara rằng: "Bà ấy đã trả giá đắt vì vui thú của bản thân. Hắn ta đã lợi dụng bà ấy một cách triệt để, và không thỏa mãn với khoản trợ cấp dồi dào mà bà ấy đưa cho hắn từ khoản thu nhập một trăm bảng Anh hàng tuần,... hắn trấn lột hết tài sản của bà ấy, kể cả những vật dụng cần thiết trong nhà, nếu như các con trai, đặc biệt là người cháu, Công tước xứ Grafton không giúp đỡ bà." Cuộc hôn nhân giữa Barbara và Robert bị tuyên bố vô hiệu vào năm 1707.

## Con cái

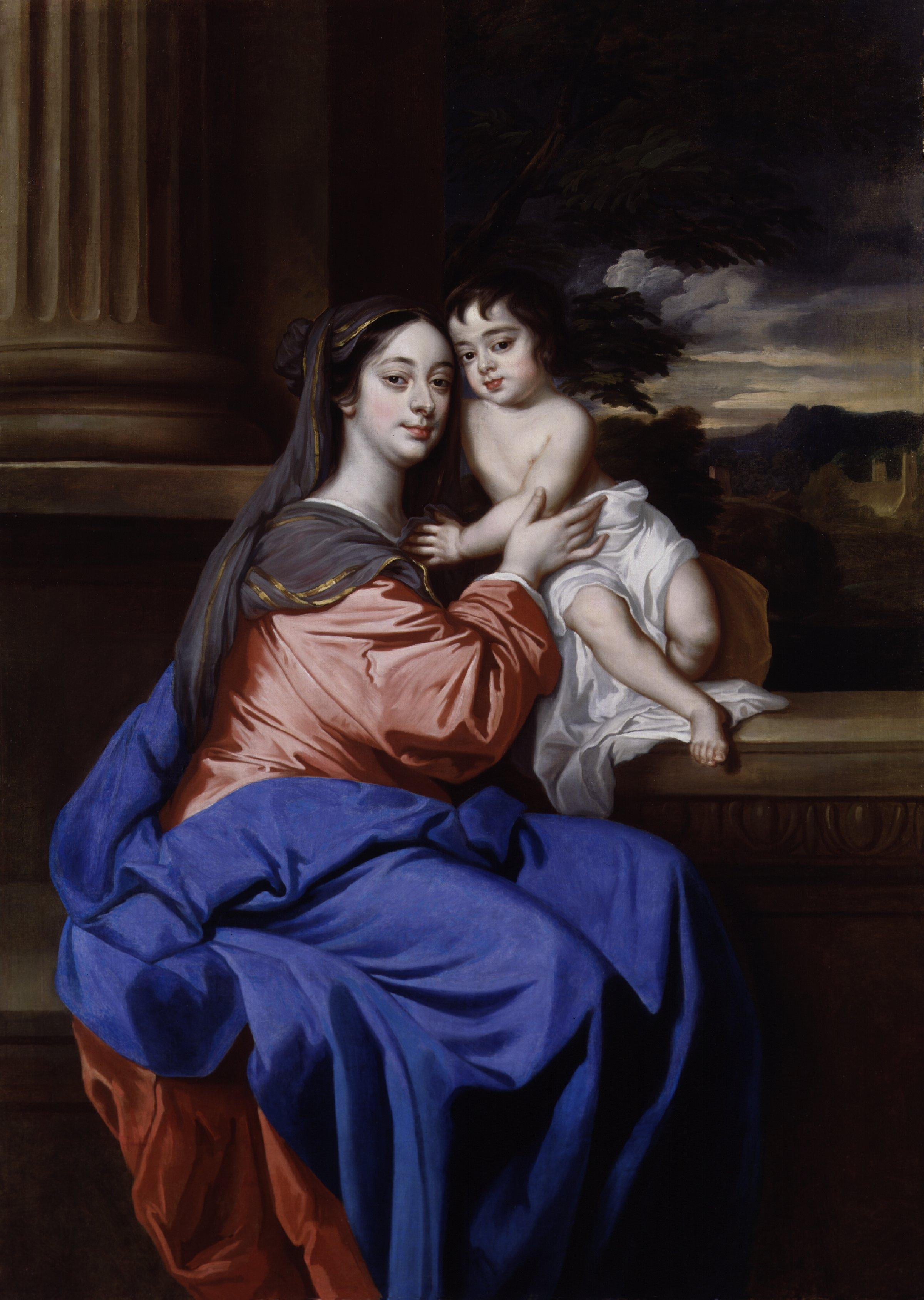
Barbara Villiers và con trai Charles FitzRoy, tranh của Peter Lely.

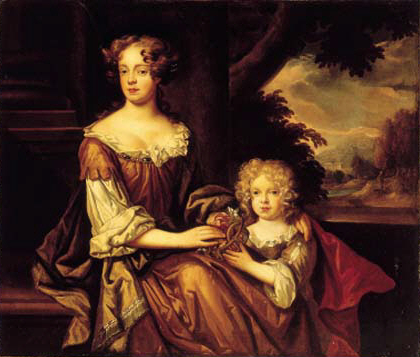
Công tước xứ Cleveland và con gái út cùng tên, tranh bởi Thomas Pooley.

Trong số sáu người con, năm người được Charles II thừa nhận là của nhà vua. Charles II không tin rằng người con út Barbara là con của mình, nhưng bị Barbara ép buộc thừa nhận quan hệ cha con. Với sáu người con, Barbara quyết tâm không để cho các con không phải chật vật tự lo cho bản thân như chính Barbara khi còn là một đứa trẻ. Barbara muốn đảm bảo tước vị, tài sản và địa vị vững chắc trong xã hội cho các con và tích cực lên kế hoạch khi các con còn nhỏ. Sáu người con đó của Barbara bao gồm:
- Anne Palmer, sau là FitzRoy (1661–1722), được thừa nhận là con gái của Charles II, mặc dù một số người tin rằng Anne có nét giống với Philip Stanhope, Bá tước thứ 2 xứ Chesterfield. Anne được thừa nhận là con của Charles, Chesterfield và Palmer. Sau này Anne trở thành Bá tước phu nhân xứ Sussex.
- Charles Palmer, sau là FitzRoy (1662–1730), được gọi là là Lãnh chúa Limerick và sau này là Bá tước xứ Southampton, được tấn phong là Công tước xứ Southampton (1675) và sau này kế thừa tước vị Công tước xứ Cleveland (1709) của Barbara.
- Henry FitzRoy (1663–1690), được phong là Bá tước xứ Euston (1672) và sau này được trở thành Công tước xứ Grafton (1675).
- Charlotte FitzRoy (1664–1718), sau này là Bá tước phu nhân xứ Lichfield. Charlotte đã hạ sinh ít nhất mười tám người con.
- George FitzRoy (1665–1716), được phong là Bá tước xứ Northumberland (1674) và sau trở thành Công tước xứ Northumberland (1683).
- Barbara FitzRoy (1672–1737) - Barbara FitzRoy có khả năng là con của người anh em họ cũng như là người tình của mẹ là John Churchill, sau này là Công tước xứ Marlborough. Thế nhưng, Barbara Villiers tuyên bố rằng Barbara FitzRoy là con gái của Charles II. Thậm chí khi Charles II không muốn thừa nhận, Barbara đã hét lên rằng: "Chết tiệt, nhưng đứa bé là con ngài."[k] và đe dọa Charles II rằng nếu không thừa nhận đứa trẻ và cho đứa bé được rửa tội tại Nhà nguyện Whitehall như một người con ngoại hôn của Quốc vương thì Barbara sẽ tự mang đứa trẻ đến và lôi não đứa bé ra ngoài trước mặt nhà vua. Sau cùng Charles II phải nhượng bộ và thậm chí phải quỳ xuống trước Barbara.[53]

## Qua đời
Ngày 9 tháng 10 năm 1709, Barbara Villiers qua đời ở tuổi 68 tại nhà riêng, Dinh Walpole trên Chiswick Mall, sau khi trải qua căn bệnh bệnh phù nề, hiện được mô tả là phù nề ở chân và suy tim sung huyết.

## Trong văn hóa đại chúng

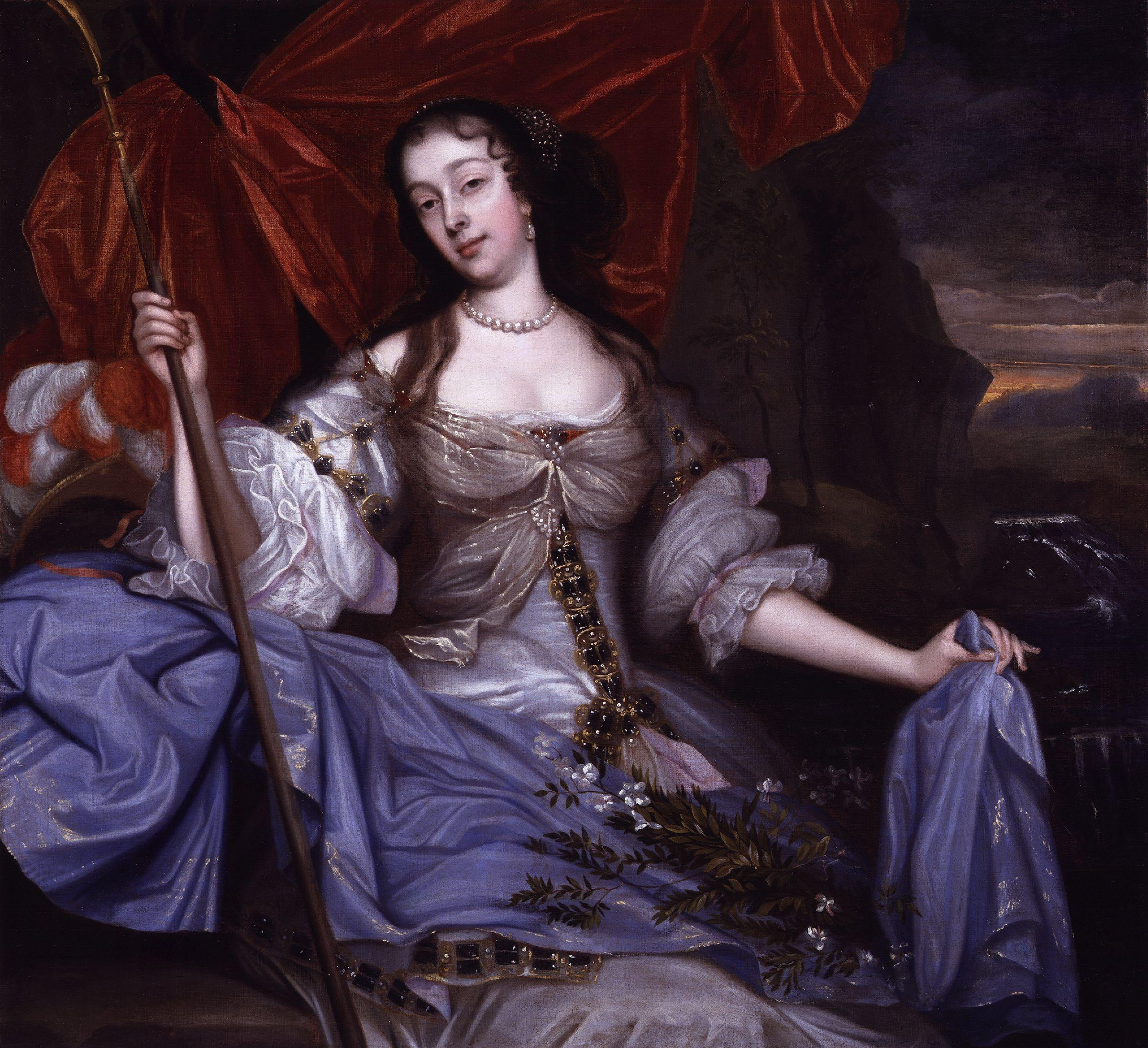
Barbara Villiers thường xuất hiện như là một nhân vật trong các tác phẩm văn học.

### Nhạc kịch
Barbara Villiers là một nhân vật nổi bật trong In Good King Charles's Golden Days (1939) của Bernard Shaw và Nell Gwynn (2015) của Jessica Swale, lần lượt được thủ vai bởi Daphne Heard và Sasha Waddell.

### Tiểu thuyết
Barbra Villiers là nhân vật chính trong các tiểu thuyết văn học giả tưởng sau:
- Royal Mistress (1977) của Patricia Campbell Horton
- Royal Harlot (2007) của Susan Holloway Scott
- Forever Amber (1944) của Kathleen Winsor
- A Health Unto His Majesty (1956) của Jean Plaidy
- The Sceptre and the Rose (1967) của Doris Oppenheim

Barbara cũng là một nhân vật xuất hiện định kỳ trong loạt tiểu thuyết bí ẩn Thomas Chaloner của Susanna Gregory.

### Phim ảnh
Barbara Villiers được thủ vai bởi:

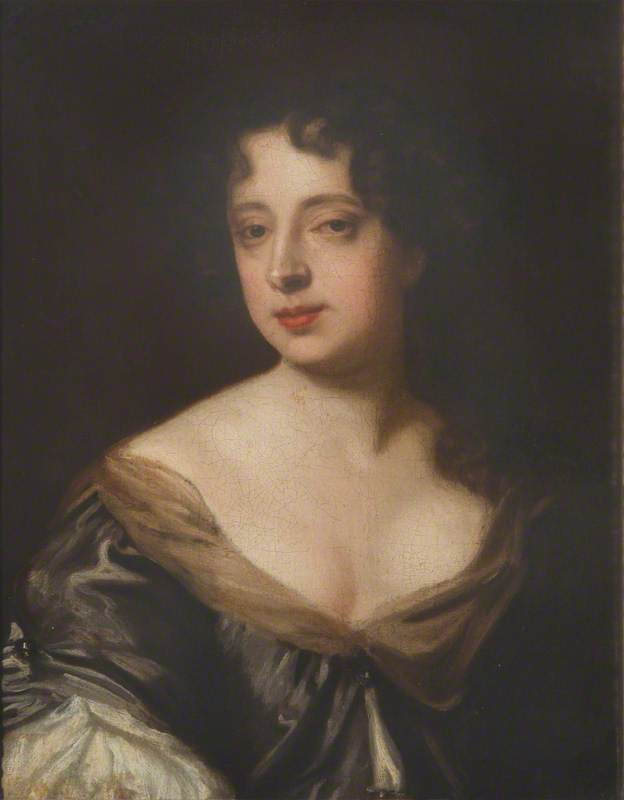
Barbara Villiers, chân dung bởi Peter Lely.

- Sweet Nell of Old Drury bởi Agnes Keogh năm 1911.
- The Glorious Adventure bởi Elizabeth Beerbohm năm 1922.
- Nell Gwyn năm 1926 bởi Juliette Compton.
- Colonel Blood bởi Anne Gray năm 1934.
- Forever Amber bởi 1947 của Natalie Draper.
- The Lady and the Highwayman bởi 1989 của Emma Samms.
- England, My England bởi 1995 của Letitia Dean.
- Broadside năm 2009 bởi Antonia Kinlay.

### Truyền hình
Barbara Villiers được thủ vai bởi:

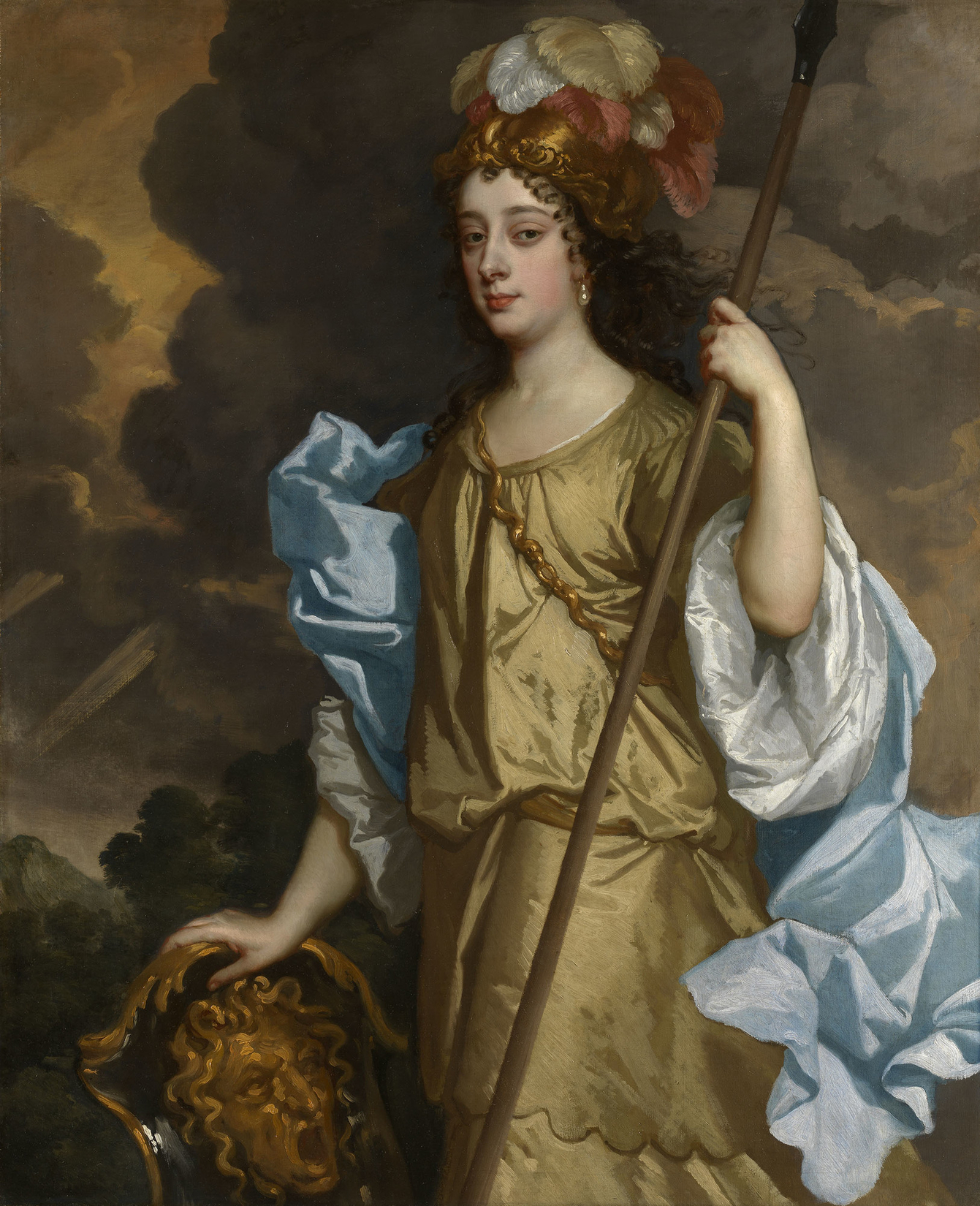
Bức chân dung của Barbara Villiers, Công tước thứ 1 xứ Cleveland hóa thân thành Nữ thần La Mã Minerva, họa bởi Peter Lely, khoảng năm 1665. Bức chân dung được sử dụng làm trang bìa tạp chí Bazaar, ấn phẩm tháng 2/2018, phiên bản giới hạn.

- Miniseries năm 1969 The First Churchills bởi Moira Redmond.
- Loạt phim truyền hình Churchill's People năm 1974 bởi Diana Rayworth.
- Miniseries năm 2003 Charles II: The Power & The Passion bởi Helen McCrory.
- Trong miniseries năm 2014 The Great Fire bởi Susannah Fielding.

### Ấn phẩm thời trang
Một bức chân dung của Barbara Villiers, Công tước thứ 1 xứ Cleveland, vốn thuộc bộ sưu tập Windsor Beauties (tạm dịch: Những Mỹ nhân ở Lâu đài Windsor), họa bởi Peter Lely, ủy quyền bởi Anne Hyde (người vợ đầu của James II của Anh) được sử dụng làm trang bìa trên ấn phẩm tháng 2 năm 2018, phiên bản giới hạn của tạp chí Bazaar nhân dịp buổi triển lãm về Charles II của Anh có tên là "Charles II: Art & Power" (Charles II: Nghệ thuật và Quyền lực) được tổ chức ở The Queen's Gallery (Phòng Trưng bày của Nữ vương) ở Cung điện Buckingham.

## Tổ tiên
| \| \| \| \| \| \| \| \| \| \| \| \| \| \| 16. William Villiers \| \| \| \| \| \| \| \| \| \| \| \| \| \| \| \| \| \| \| \| \| \| \| \| \| \| \| \| \| \| \| \| \| \| \| \| \| \| \| \| \| \| \| \| \| \| \| \| \| \| \| \| \| \| \| \| \| \| \| \| 8. George Villiers \| \| \| \| \| \| \| \| \| \| \| \| \| \| \| \| \| \| \| \| \| \| \| \| \| \| \| \| \| \| \| \| \| \| \| \| \| \| \| \| \| \| \| \| \| \| \| \| \| \| \| \| \| \| \| \| \| \| \| \| \| \| \| \| \| \| \| \| \| \| \| \| 17. Coletta Clarke \| \| \| \| \| \| \| \| \| \| \| \| \| \| \| \| \| \| \| \| \| \| \| \| \| \| \| \| \| \| \| \| \| \| \| \| \| \| \| \| \| \| \| \| \| \| \| \| \| \| \| \| \| \| \| \| \| \| \| \| \| \| \| \| \| \| \| \| \| \| \| \| 4. Edward Villiers \| \| \| \| \| \| \| \| \| \| \| \| \| \| \| \| \| \| \| \| \| \| \| \| \| \| \| \| \| \| \| \| \| \| \| \| \| \| \| \| \| \| \| \| \| \| \| \| \| \| \| \| \| \| \| \| \| \| \| \| \| \| \| \| \| \| \| \| \| \| \| \| 18. William Saunders \| \| \| \| \| \| \| \| \| \| \| \| \| \| \| \| \| \| \| \| \| \| \| \| \| \| \| \| \| \| \| \| \| \| \| \| \| \| \| \| \| \| \| \| \| \| \| \| \| \| \| \| \| \| \| \| \| \| \| \| \| \| \| \| \| \| \| \| \| \| \| \| 9. Audrey Saunders \| \| \| \| \| \| \| \| \| \| \| \| \| \| \| \| \| \| \| \| \| \| \| \| \| \| \| \| \| \| \| \| \| \| \| \| \| \| \| \| \| \| \| \| \| \| \| \| \| \| \| \| \| \| \| \| \| \| \| \| \| \| \| \| \| \| \| \| \| \| \| \| 19. Dorothy Young \| \| \| \| \| \| \| \| \| \| \| \| \| \| \| \| \| \| \| \| \| \| \| \| \| \| \| \| \| \| \| \| \| \| \| \| \| \| \| \| \| \| \| \| \| \| \| \| \| \| \| \| \| \| \| \| \| \| \| \| \| \| \| \| \| \| \| \| \| \| \| \| 2. William Villiers, Tử tước Grandison thứ 2 \| \| \| \| \| \| \| \| \| \| \| \| \| \| \| \| \| \| \| \| \| \| \| \| \| \| \| \| \| \| \| \| \| \| \| \| \| \| \| \| \| \| \| \| \| \| \| \| \| \| \| \| \| \| \| \| \| \| \| \| \| \| \| \| \| \| \| \| \| \| \| \| 20. Nicholas St. John \| \| \| \| \| \| \| \| \| \| \| \| \| \| \| \| \| \| \| \| \| \| \| \| \| \| \| \| \| \| \| \| \| \| \| \| \| \| \| \| \| \| \| \| \| \| \| \| \| \| \| \| \| \| \| \| \| \| \| \| \| \| \| \| \| \| \| \| \| \| \| \| 10. John St John \| \| \| \| \| \| \| \| \| \| \| \| \| \| \| \| \| \| \| \| \| \| \| \| \| \| \| \| \| \| \| \| \| \| \| \| \| \| \| \| \| \| \| \| \| \| \| \| \| \| \| \| \| \| \| \| \| \| \| \| \| \| \| \| \| \| \| \| \| \| \| \| 21. Elizabeth Blount \| \| \| \| \| \| \| \| \| \| \| \| \| \| \| \| \| \| \| \| \| \| \| \| \| \| \| \| \| \| \| \| \| \| \| \| \| \| \| \| \| \| \| \| \| \| \| \| \| \| \| \| \| \| \| \| \| \| \| \| \| \| \| \| \| \| \| \| \| \| \| \| 5. Barbara St John \| \| \| \| \| \| \| \| \| \| \| \| \| \| \| \| \| \| \| \| \| \| \| \| \| \| \| \| \| \| \| \| \| \| \| \| \| \| \| \| \| \| \| \| \| \| \| \| \| \| \| \| \| \| \| \| \| \| \| \| \| \| \| \| \| \| \| \| \| \| \| \| 22. Sir Walter Hungerford \| \| \| \| \| \| \| \| \| \| \| \| \| \| \| \| \| \| \| \| \| \| \| \| \| \| \| \| \| \| \| \| \| \| \| \| \| \| \| \| \| \| \| \| \| \| \| \| \| \| \| \| \| \| \| \| \| \| \| \| \| \| \| \| \| \| \| \| \| \| \| \| 11. Lucy Hungerford \| \| \| \| \| \| \| \| \| \| \| \| \| \| \| \| \| \| \| \| \| \| \| \| \| \| \| \| \| \| \| \| \| \| \| \| \| \| \| \| \| \| \| \| \| \| \| \| \| \| \| \| \| \| \| \| \| \| \| \| \| \| \| \| \| \| \| \| \| \| \| \| 23. Anne Dormer \| \| \| \| \| \| \| \| \| \| \| \| \| \| \| \| \| \| \| \| \| \| \| \| \| \| \| \| \| \| \| \| \| \| \| \| \| \| \| \| \| \| \| \| \| \| \| \| \| \| \| \| \| \| \| \| \| \| \| \| \| \| \| \| \| \| \| \| \| \| \| \| 1. Barbara Villiers \| \| \| \| \| \| \| \| \| \| \| \| \| \| \| \| \| \| \| \| \| \| \| \| \| \| \| \| \| \| \| \| \| \| \| \| \| \| \| \| \| \| \| \| \| \| \| \| \| \| \| \| \| \| \| \| \| \| \| \| \| \| \| \| \| \| \| \| \| \| \| \| 24. Richard Baninge \| \| \| \| \| \| \| \| \| \| \| \| \| \| \| \| \| \| \| \| \| \| \| \| \| \| \| \| \| \| \| \| \| \| \| \| \| \| \| \| \| \| \| \| \| \| \| \| \| \| \| \| \| \| \| \| \| \| \| \| \| \| \| \| \| \| \| \| \| \| \| \| 12. Paul Bayning \| \| \| \| \| \| \| \| \| \| \| \| \| \| \| \| \| \| \| \| \| \| \| \| \| \| \| \| \| \| \| \| \| \| \| \| \| \| \| \| \| \| \| \| \| \| \| \| \| \| \| \| \| \| \| \| \| \| \| \| \| \| \| \| \| \| \| \| \| \| \| \| 25. Ann Barker \| \| \| \| \| \| \| \| \| \| \| \| \| \| \| \| \| \| \| \| \| \| \| \| \| \| \| \| \| \| \| \| \| \| \| \| \| \| \| \| \| \| \| \| \| \| \| \| \| \| \| \| \| \| \| \| \| \| \| \| \| \| \| \| \| \| \| \| \| \| \| \| 6. Paul Bayning, Tử tước Bayning thứ 1 \| \| \| \| \| \| \| \| \| \| \| \| \| \| \| \| \| \| \| \| \| \| \| \| \| \| \| \| \| \| \| \| \| \| \| \| \| \| \| \| \| \| \| \| \| \| \| \| \| \| \| \| \| \| \| \| \| \| \| \| \| \| \| \| \| \| \| \| \| \| \| \| 26. Edward Norden \| \| \| \| \| \| \| \| \| \| \| \| \| \| \| \| \| \| \| \| \| \| \| \| \| \| \| \| \| \| \| \| \| \| \| \| \| \| \| \| \| \| \| \| \| \| \| \| \| \| \| \| \| \| \| \| \| \| \| \| \| \| \| \| \| \| \| \| \| \| \| \| 13. Susanna Norden \| \| \| \| \| \| \| \| \| \| \| \| \| \| \| \| \| \| \| \| \| \| \| \| \| \| \| \| \| \| \| \| \| \| \| \| \| \| \| \| \| \| \| \| \| \| \| \| \| \| \| \| \| \| \| \| \| \| \| \| \| \| \| \| \| \| \| \| \| \| \| \| \| \| \| \| \| \| \| \| \| \| \| \| \| \| \| \| \| \| \| \| \| \| \| \| \| \| \| \| \| \| \| \| \| \| \| \| \| \| \| \| \| \| \| \| \| \| \| \| \| \| \| \| \| \| \| \| \| \| \| \| \| \| \| \| \| \| \| \| \| \| \| \| 3. Mary Bayning \| \| \| \| \| \| \| \| \| \| \| \| \| \| \| \| \| \| \| \| \| \| \| \| \| \| \| \| \| \| \| \| \| \| \| \| \| \| \| \| \| \| \| \| \| \| \| \| \| \| \| \| \| \| \| \| \| \| \| \| \| \| \| \| \| \| \| \| \| \| \| \| 28. Sir Thomas Glemham \| \| \| \| \| \| \| \| \| \| \| \| \| \| \| \| \| \| \| \| \| \| \| \| \| \| \| \| \| \| \| \| \| \| \| \| \| \| \| \| \| \| \| \| \| \| \| \| \| \| \| \| \| \| \| \| \| \| \| \| \| \| \| \| \| \| \| \| \| \| \| \| 14. Henry Glemham \| \| \| \| \| \| \| \| \| \| \| \| \| \| \| \| \| \| \| \| \| \| \| \| \| \| \| \| \| \| \| \| \| \| \| \| \| \| \| \| \| \| \| \| \| \| \| \| \| \| \| \| \| \| \| \| \| \| \| \| \| \| \| \| \| \| \| \| \| \| \| \| 29. Amy Parker \| \| \| \| \| \| \| \| \| \| \| \| \| \| \| \| \| \| \| \| \| \| \| \| \| \| \| \| \| \| \| \| \| \| \| \| \| \| \| \| \| \| \| \| \| \| \| \| \| \| \| \| \| \| \| \| \| \| \| \| \| \| \| \| \| \| \| \| \| \| \| \| 7. Anne Glemham \| \| \| \| \| \| \| \| \| \| \| \| \| \| \| \| \| \| \| \| \| \| \| \| \| \| \| \| \| \| \| \| \| \| \| \| \| \| \| \| \| \| \| \| \| \| \| \| \| \| \| \| \| \| \| \| \| \| \| \| \| \| \| \| \| \| \| \| \| \| \| \| 30. Thomas Sackville, Bá tước thứ 1 xứ Dorset \| \| \| \| \| \| \| \| \| \| \| \| \| \| \| \| \| \| \| \| \| \| \| \| \| \| \| \| \| \| \| \| \| \| \| \| \| \| \| \| \| \| \| \| \| \| \| \| \| \| \| \| \| \| \| \| \| \| \| \| \| \| \| \| \| \| \| \| \| \| \| \| 15. Anne Sackville \| \| \| \| \| \| \| \| \| \| \| \| \| \| \| \| \| \| \| \| \| \| \| \| \| \| \| \| \| \| \| \| \| \| \| \| \| \| \| \| \| \| \| \| \| \| \| \| \| \| \| \| \| \| \| \| \| \| \| \| \| \| \| \| \| \| \| \| \| \| \| \| 31. Cecily Baker \| \| \| \| \| \| \| \| \| \| \| \| \| \| \| \| \| \| \| \| \| \| \| \| \| \| \| \| \| \| \| \| \| \| \| \| \| \| \| \| \| \| \| \| \| \| \| \| \| \| \| \| |                                               |  |  |  |  |  |  |  |  |  |  |  |                      |  |  |  |
| |                                               |  |  |  |  |  |  |  |  |  |  |  | 16. William Villiers |  |  |  |
| |                                               |  |  |  |  |  |  |  |  |  |  |  |                      |  |  |  |
| |                                               |  |  |  |  |  |  |  |  |  |  |  |                      |  |  |  |
| |                                               |  |  |  |  |  |  |  |  |  |  |  |                      |  |  |  |
| | 8. George Villiers                            |  |  |  |  |  |  |  |  |  |  |  |                      |  |  |  |
| |                                               |  |  |  |  |  |  |  |  |  |  |  |                      |  |  |  |
| |                                               |  |  |  |  |  |  |  |  |  |  |  |                      |  |  |  |
| |                                               |  |  |  |  |  |  |  |  |  |  |  |                      |  |  |  |
| | 17. Coletta Clarke                            |  |  |  |  |  |  |  |  |  |  |  |                      |  |  |  |
| |                                               |  |  |  |  |  |  |  |  |  |  |  |                      |  |  |  |
| |                                               |  |  |  |  |  |  |  |  |  |  |  |                      |  |  |  |
| |                                               |  |  |  |  |  |  |  |  |  |  |  |                      |  |  |  |
| | 4. Edward Villiers                            |  |  |  |  |  |  |  |  |  |  |  |                      |  |  |  |
| |                                               |  |  |  |  |  |  |  |  |  |  |  |                      |  |  |  |
| |                                               |  |  |  |  |  |  |  |  |  |  |  |                      |  |  |  |
| |                                               |  |  |  |  |  |  |  |  |  |  |  |                      |  |  |  |
| | 18. William Saunders                          |  |  |  |  |  |  |  |  |  |  |  |                      |  |  |  |
| |                                               |  |  |  |  |  |  |  |  |  |  |  |                      |  |  |  |
| |                                               |  |  |  |  |  |  |  |  |  |  |  |                      |  |  |  |
| |                                               |  |  |  |  |  |  |  |  |  |  |  |                      |  |  |  |
| | 9. Audrey Saunders                            |  |  |  |  |  |  |  |  |  |  |  |                      |  |  |  |
| |                                               |  |  |  |  |  |  |  |  |  |  |  |                      |  |  |  |
| |                                               |  |  |  |  |  |  |  |  |  |  |  |                      |  |  |  |
| |                                               |  |  |  |  |  |  |  |  |  |  |  |                      |  |  |  |
| | 19. Dorothy Young                             |  |  |  |  |  |  |  |  |  |  |  |                      |  |  |  |
| |                                               |  |  |  |  |  |  |  |  |  |  |  |                      |  |  |  |
| |                                               |  |  |  |  |  |  |  |  |  |  |  |                      |  |  |  |
| |                                               |  |  |  |  |  |  |  |  |  |  |  |                      |  |  |  |
| | 2. William Villiers, Tử tước Grandison thứ 2  |  |  |  |  |  |  |  |  |  |  |  |                      |  |  |  |
| |                                               |  |  |  |  |  |  |  |  |  |  |  |                      |  |  |  |
| |                                               |  |  |  |  |  |  |  |  |  |  |  |                      |  |  |  |
| |                                               |  |  |  |  |  |  |  |  |  |  |  |                      |  |  |  |
| | 20. Nicholas St. John                         |  |  |  |  |  |  |  |  |  |  |  |                      |  |  |  |
| |                                               |  |  |  |  |  |  |  |  |  |  |  |                      |  |  |  |
| |                                               |  |  |  |  |  |  |  |  |  |  |  |                      |  |  |  |
| |                                               |  |  |  |  |  |  |  |  |  |  |  |                      |  |  |  |
| | 10. John St John                              |  |  |  |  |  |  |  |  |  |  |  |                      |  |  |  |
| |                                               |  |  |  |  |  |  |  |  |  |  |  |                      |  |  |  |
| |                                               |  |  |  |  |  |  |  |  |  |  |  |                      |  |  |  |
| |                                               |  |  |  |  |  |  |  |  |  |  |  |                      |  |  |  |
| | 21. Elizabeth Blount                          |  |  |  |  |  |  |  |  |  |  |  |                      |  |  |  |
| |                                               |  |  |  |  |  |  |  |  |  |  |  |                      |  |  |  |
| |                                               |  |  |  |  |  |  |  |  |  |  |  |                      |  |  |  |
| |                                               |  |  |  |  |  |  |  |  |  |  |  |                      |  |  |  |
| | 5. Barbara St John                            |  |  |  |  |  |  |  |  |  |  |  |                      |  |  |  |
| |                                               |  |  |  |  |  |  |  |  |  |  |  |                      |  |  |  |
| |                                               |  |  |  |  |  |  |  |  |  |  |  |                      |  |  |  |
| |                                               |  |  |  |  |  |  |  |  |  |  |  |                      |  |  |  |
| | 22. Sir Walter Hungerford                     |  |  |  |  |  |  |  |  |  |  |  |                      |  |  |  |
| |                                               |  |  |  |  |  |  |  |  |  |  |  |                      |  |  |  |
| |                                               |  |  |  |  |  |  |  |  |  |  |  |                      |  |  |  |
| |                                               |  |  |  |  |  |  |  |  |  |  |  |                      |  |  |  |
| | 11. Lucy Hungerford                           |  |  |  |  |  |  |  |  |  |  |  |                      |  |  |  |
| |                                               |  |  |  |  |  |  |  |  |  |  |  |                      |  |  |  |
| |                                               |  |  |  |  |  |  |  |  |  |  |  |                      |  |  |  |
| |                                               |  |  |  |  |  |  |  |  |  |  |  |                      |  |  |  |
| | 23. Anne Dormer                               |  |  |  |  |  |  |  |  |  |  |  |                      |  |  |  |
| |                                               |  |  |  |  |  |  |  |  |  |  |  |                      |  |  |  |
| |                                               |  |  |  |  |  |  |  |  |  |  |  |                      |  |  |  |
| |                                               |  |  |  |  |  |  |  |  |  |  |  |                      |  |  |  |
| | 1. Barbara Villiers                           |  |  |  |  |  |  |  |  |  |  |  |                      |  |  |  |
| |                                               |  |  |  |  |  |  |  |  |  |  |  |                      |  |  |  |
| |                                               |  |  |  |  |  |  |  |  |  |  |  |                      |  |  |  |
| |                                               |  |  |  |  |  |  |  |  |  |  |  |                      |  |  |  |
| | 24. Richard Baninge                           |  |  |  |  |  |  |  |  |  |  |  |                      |  |  |  |
| |                                               |  |  |  |  |  |  |  |  |  |  |  |                      |  |  |  |
| |                                               |  |  |  |  |  |  |  |  |  |  |  |                      |  |  |  |
| |                                               |  |  |  |  |  |  |  |  |  |  |  |                      |  |  |  |
| | 12. Paul Bayning                              |  |  |  |  |  |  |  |  |  |  |  |                      |  |  |  |
| |                                               |  |  |  |  |  |  |  |  |  |  |  |                      |  |  |  |
| |                                               |  |  |  |  |  |  |  |  |  |  |  |                      |  |  |  |
| |                                               |  |  |  |  |  |  |  |  |  |  |  |                      |  |  |  |
| | 25. Ann Barker                                |  |  |  |  |  |  |  |  |  |  |  |                      |  |  |  |
| |                                               |  |  |  |  |  |  |  |  |  |  |  |                      |  |  |  |
| |                                               |  |  |  |  |  |  |  |  |  |  |  |                      |  |  |  |
| |                                               |  |  |  |  |  |  |  |  |  |  |  |                      |  |  |  |
| | 6. Paul Bayning, Tử tước Bayning thứ 1        |  |  |  |  |  |  |  |  |  |  |  |                      |  |  |  |
| |                                               |  |  |  |  |  |  |  |  |  |  |  |                      |  |  |  |
| |                                               |  |  |  |  |  |  |  |  |  |  |  |                      |  |  |  |
| |                                               |  |  |  |  |  |  |  |  |  |  |  |                      |  |  |  |
| | 26. Edward Norden                             |  |  |  |  |  |  |  |  |  |  |  |                      |  |  |  |
| |                                               |  |  |  |  |  |  |  |  |  |  |  |                      |  |  |  |
| |                                               |  |  |  |  |  |  |  |  |  |  |  |                      |  |  |  |
| |                                               |  |  |  |  |  |  |  |  |  |  |  |                      |  |  |  |
| | 13. Susanna Norden                            |  |  |  |  |  |  |  |  |  |  |  |                      |  |  |  |
| |                                               |  |  |  |  |  |  |  |  |  |  |  |                      |  |  |  |
| |                                               |  |  |  |  |  |  |  |  |  |  |  |                      |  |  |  |
| |                                               |  |  |  |  |  |  |  |  |  |  |  |                      |  |  |  |
| |                                               |  |  |  |  |  |  |  |  |  |  |  |                      |  |  |  |
| |                                               |  |  |  |  |  |  |  |  |  |  |  |                      |  |  |  |
| |                                               |  |  |  |  |  |  |  |  |  |  |  |                      |  |  |  |
| |                                               |  |  |  |  |  |  |  |  |  |  |  |                      |  |  |  |
| | 3. Mary Bayning                               |  |  |  |  |  |  |  |  |  |  |  |                      |  |  |  |
| |                                               |  |  |  |  |  |  |  |  |  |  |  |                      |  |  |  |
| |                                               |  |  |  |  |  |  |  |  |  |  |  |                      |  |  |  |
| |                                               |  |  |  |  |  |  |  |  |  |  |  |                      |  |  |  |
| | 28. Sir Thomas Glemham                        |  |  |  |  |  |  |  |  |  |  |  |                      |  |  |  |
| |                                               |  |  |  |  |  |  |  |  |  |  |  |                      |  |  |  |
| |                                               |  |  |  |  |  |  |  |  |  |  |  |                      |  |  |  |
| |                                               |  |  |  |  |  |  |  |  |  |  |  |                      |  |  |  |
| | 14. Henry Glemham                             |  |  |  |  |  |  |  |  |  |  |  |                      |  |  |  |
| |                                               |  |  |  |  |  |  |  |  |  |  |  |                      |  |  |  |
| |                                               |  |  |  |  |  |  |  |  |  |  |  |                      |  |  |  |
| |                                               |  |  |  |  |  |  |  |  |  |  |  |                      |  |  |  |
| | 29. Amy Parker                                |  |  |  |  |  |  |  |  |  |  |  |                      |  |  |  |
| |                                               |  |  |  |  |  |  |  |  |  |  |  |                      |  |  |  |
| |                                               |  |  |  |  |  |  |  |  |  |  |  |                      |  |  |  |
| |                                               |  |  |  |  |  |  |  |  |  |  |  |                      |  |  |  |
| | 7. Anne Glemham                               |  |  |  |  |  |  |  |  |  |  |  |                      |  |  |  |
| |                                               |  |  |  |  |  |  |  |  |  |  |  |                      |  |  |  |
| |                                               |  |  |  |  |  |  |  |  |  |  |  |                      |  |  |  |
| |                                               |  |  |  |  |  |  |  |  |  |  |  |                      |  |  |  |
| | 30. Thomas Sackville, Bá tước thứ 1 xứ Dorset |  |  |  |  |  |  |  |  |  |  |  |                      |  |  |  |
| |                                               |  |  |  |  |  |  |  |  |  |  |  |                      |  |  |  |
| |                                               |  |  |  |  |  |  |  |  |  |  |  |                      |  |  |  |
| |                                               |  |  |  |  |  |  |  |  |  |  |  |                      |  |  |  |
| | 15. Anne Sackville                            |  |  |  |  |  |  |  |  |  |  |  |                      |  |  |  |
| |                                               |  |  |  |  |  |  |  |  |  |  |  |                      |  |  |  |
| |                                               |  |  |  |  |  |  |  |  |  |  |  |                      |  |  |  |
| |                                               |  |  |  |  |  |  |  |  |  |  |  |                      |  |  |  |
| | 31. Cecily Baker                              |  |  |  |  |  |  |  |  |  |  |  |                      |  |  |  |
| |                                               |  |  |  |  |  |  |  |  |  |  |  |                      |  |  |  |
| |                                               |  |  |  |  |  |  |  |  |  |  |  |                      |  |  |  |